# Cordillera de Mérida

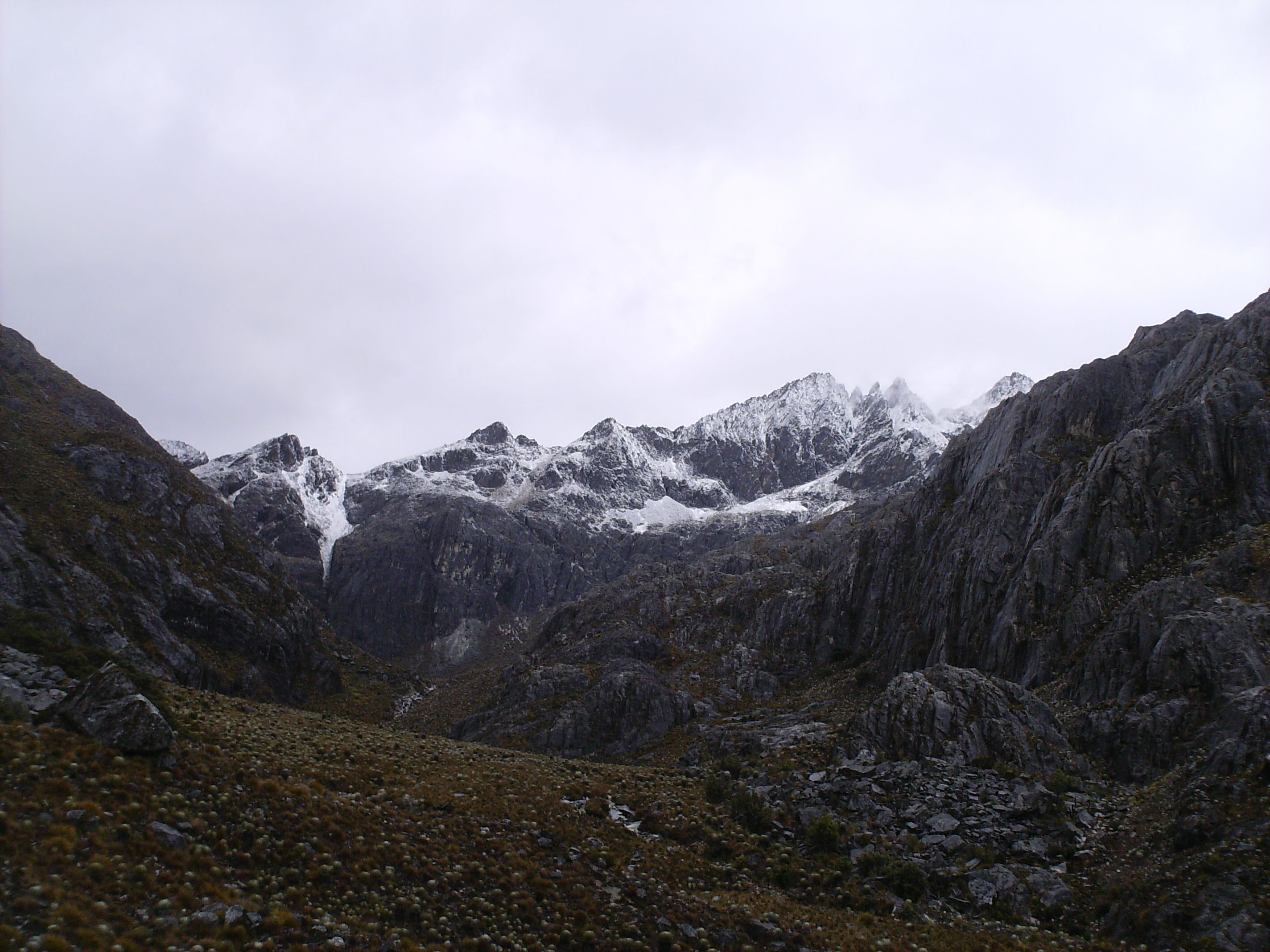
Cordillera de Mérida

La cordillera de Mérida es la cadena montañosa de mayor altura en Venezuela, cuyo máximo punto es el pico Bolívar. Junto con la serranía de Perijá conforman el ramal venezolano de la cordillera de los Andes. La cordillera está compuesta por diversas serranías, siendo las más conocidas la Sierra Nevada de Mérida-sierra de Santo Domingo y la sierra La Culata, ambas localizadas en la zona media de la cordillera dentro del estado Mérida.

## Ubicación
La cordillera de Mérida se ubica en la parte occidental de Venezuela, abarcando los estados Apure, Barinas, Lara, Mérida, Táchira y Trujillo. Tiene su inicio en un pilar tectónico debido a la escisión en dos del sistema montañoso de la cordillera de los Andes a nivel del nudo de Pamplona, en la Cordillera Oriental (Colombia) y por la falla que forma la depresión del Táchira, en la frontera entre Colombia y Venezuela, extendiéndose por unos 425 kilómetros hasta la depresión de Barquisimeto-Carora.
En su entrada a Venezuela, este sistema montañoso produce dos ramales. Hacia el norte se dirige la sierra de Perijá hasta la península Guajira. El segundo es la cordillera de Mérida, con dirección noreste hasta unirse a la cordillera de la Costa a nivel de la montaña del altar.

## Fauna
La cordillera de Mérida se caracteriza por una fauna muy rica y diversa, incluyendo gran cantidad de endemismos. Entre las especies reconocidas como endémicas destacan seis especies de mamíferos (Cryptotis meridensis, Nasuella meridensis, Odocoileus lasiotis, Aepeomys reigi, Thomasomys vestitus y un roedor aún no descrito del género Nephelomy) y el género de mariposas Redonda, representado por diez especies restringidas a diferentes regiones dentro de la cordillera de Mérida.